# Gelato

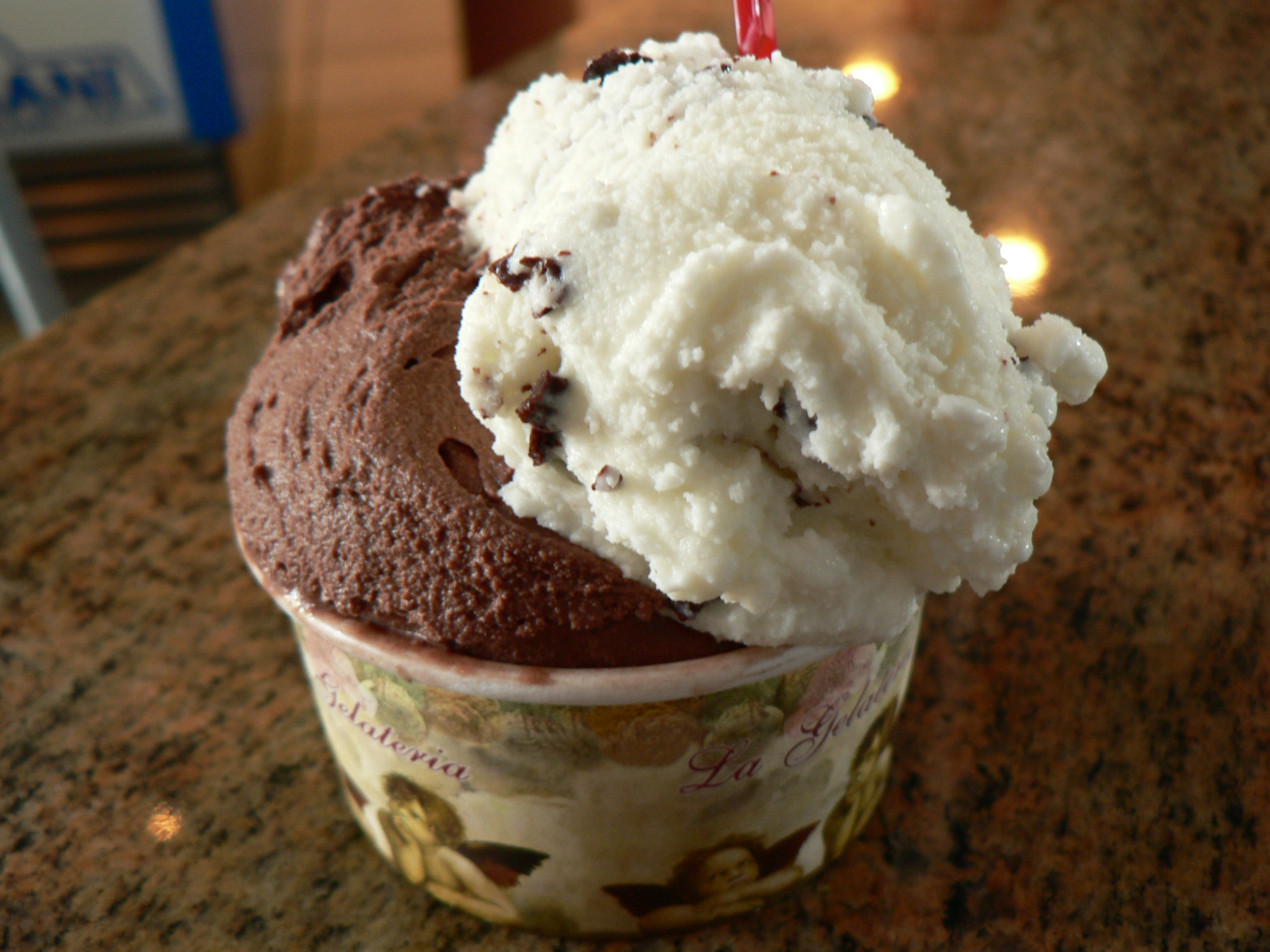
Gelato s příchutí čokolády a stracciatella

Gelato (plurál: gelati) je italský výraz pro zmrzlinu. Z marketingových důvodů se ho některé společnosti snaží v češtině prosadit jako výraz, který by na rozdíl od slova „zmrzlina“ označoval tradiční italskou zmrzlinu. To však není ničím podložené, neboť vedle slova gelato v italštině žádný název, který by označoval běžnou zmrzlinu, neexistuje.

## Složení
Hlavními přísadami jsou mléko, smetana, různé druhy cukru a ochucovadla (například čerstvé ovoce nebo oříškové pyré). Domácí gelato obvykle obsahuje 4–8 % mléčného tuku, zatímco zmrzlina ve Spojených státech obsahuje 14 %. Obsah cukru se pohybuje mezi 16–24 % u mléčného gelata – záleží na receptu a výrobci. Ve Spojených státech zmrzlina obsahuje 12–16 % cukru. U některých druhů gelata, jako například u zabaione, se jako dochucovadlo používá vaječný žloutek.

## Historie
Historie gelata sahá až k mraženým dezertům podávaným ve Starověkém Římě a Egyptě, které se vyráběly ze sněhu a ledu uchovávaného v podzemí.
Později se mražené dezerty podávaly na banketech u medicejského dvora ve Florencii. 
Kuchař z Florencie Bernardo Buontalenti je také považován za otce moderní zmrzliny – svůj recept a mrazicí techniky představil Kateřině Medicejské. 
Královna Kateřina tuto novinku přenesla do Francie, kde v roce 1686 sicilský rybář Francesco Procopio dei Coltelli zdokonalil první stroj na zmrzlinu.